# 1606
Năm 1606 là một năm trong lịch Julius. 

## Sinh
- Tháng 4: Trịnh Tạc (mất 1682)